# Det Egyptiske Museum
Museum for Egyptiske Antikviteter, normalt omtalt som Det Egyptiske Museum eller Kairo Museum er et museum i Egyptens hovedstad Kairo, der indeholder en stor samling af antikviteter fra det gamle Egypten. Museet endeholder 120.000 genstande, hvoraf et repræsentativt udsnit er udstillet, og resten er på magasin. Bygningen blev opført af det italiensk firma i 1901, og det blev tegnet af den franske arkitekt Marcel Dourgnon. Det er en af de største museer i regionen. I 2025 bliver museet suppleret det nye Grand Egyptian Museum ved Giza, der åbnede delvist i 2023, og en del af samlingen bliver overflyttet til det nye museum.
I den tilhørende have er der opført en række mindestatuer for berømte egyptologer fra hele verden. Det indeholder et monument til Auguste Mariette, der er omgivet af 23 buster af følgende egyptologer; François Chabas, Johannes Dümichen, Conradus Leemans, Charles Wycliffe Goodwin, Emmanuel de Rougé, Samuel Birch, Edward Hincks, Luigi Vassalli, Émile Brugsch, Karl Richard Lepsius, Théodule Devéria, Vladimir Golenishchev, Ippolito Rosellini, Labib Habachi, Sami Gabra, Selim Hassan, Ahmed Kamal, Zakaria Goneim, Jean-François Champollion, Amedeo Peyron, Willem Pleyte, Gaston Maspero og Peter le Page Renouf.